# Я люблю вампира (фильм)
«Я люблю вампира» (пол. Lubię nietoperze) — польский художественный фильм в жанре хоррора, снятый режиссёром Гжегожем Вархолой в 1985 году.
Премьера фильма состоялась 14 июля 1986 года.

## Сюжет
Молодая красавица Иза, девушка из хорошего дома — вампир, которая соблазняет и убивает мужчин. Однажды она обращается к психиатру Рудольфу Юнгу и просит его вылечить её от «вампиризма». Сначала доктор не верит ей, но анализ рентгеновских снимков убеждает его, что его пациентка действительно не человек, а призрак. Иза, неспособная контролировать свои действия, совершает убийства даже в больнице. Рудольф хочет передать свою пациентку профессору Вольфу, который изучает необычных существ, но демонизм учёного пугает его. И он сам решает помочь красавице, ведь излечиться Иза может, только если в неё кто-нибудь влюбится. И это происходит, когда в девушку влюбляется психиатр Юнг.
После первого физического контакта с человеком Иза приобретает человеческие качества.
Иза исцелилась, супруги воспитывают симпатичную дочурку. Но вампиризм — заболевание наследственное, и однажды бесследно исчезает садовник…

## В ролях
- Катажина Вальтер — Иза
- Марек Барбасевич — Рудольф Юнг, психиатр
- Малгожата Лёрентович-Янчар — тетка Изы
- Эдвин Петрыкат —Марцели
- Ян Прохыра — Гжесь Перука
- Анджей Грабарчик — садовник в клинике Юнга
- Виктор Гротович — Шульц, гипнотизёр в клинике Юнга
- Эльжбета Панас — медсестра в клинике Юнга
- Тадеуш Скорульский — комиссар полиции
- Йонаш Кофта — наркоман, пациент в клинике Юнга
- Анджей Мрозек — пациент в клинике Юнга
- Элиаш Куземский — коммивояжёр
- Славомир Козловский —
- Анджей Попель — Макс, вампир (нет в титрах)
- Зыгмунт Белявский — детектив (нет в титрах)
- Анджей Бельский — пациент в клинике Юнга (нет в титрах)
- Мечислав Яновский — пациент в клинике Юнга (нет в титрах)
- Фердинанд Матысик — покупатель в магазине (нет в титрах)
- Богдан Кучковский — аптекарь (нет в титрах)
- Гжегож Вархол — Вольф (нет в титрах)